# Rafael González Tovar
Rafael González Tovar, Alquerías (Murcia), 27 de agosto de 1953) es un médico y político español. Conocido por ser delegado del Gobierno en la Región de Murcia, entre 2008 y 2011, durante la segunda legislatura del Gobierno socialista de José Luis Rodríguez Zapatero. El 24 de marzo de 2012 fue elegido, en el XIV Congreso Regional, secretario general del Partido Socialista de la Región de Murcia (PSRM-PSOE). Tras un proceso de primarias internas en el PSRM.PSOE, el 23 de marzo de 2014 fue elegido como candidato socialista a la Presidencia de la Región de Murcia para las elecciones de mayo de 2015

## Biografía
Nace en Alquerías, el 27 de agosto de 1953, en plena huerta de Murcia, hijo de padres agricultores es el menor de cuatro hermanos.
Participó en la Asociación de Vecinos de Alquerías hasta su afiliación en el Partido Socialista Obrero Español. Es un lector asiduo de la prensa escrita y de libros, y aficionado a escuchar música. Para poder pagar su carrera de Medicina trabajó en Alemania, en Bremen, cuando tenía 17 años.
Estudió Medicina y Cirugía en el campus de Espinardo de la Universidad de Murcia, más tarde se casaría con Inma Veracruz y tendría dos hijas, María y Diana.

## Trayectoria profesional
González Tovar es licenciado en Medicina y Cirugía por la Universidad de Murcia. Como médico ha ejercido su profesión en varios municipios de la Región de Murcia como Caravaca, Moratalla, Jumilla, El Albujón, Cehegín, Puerto Lumbreras, Calasparra, Blanca o Archena. 

## Trayectoria política
Es militante en activo del Partido Socialista Obrero Español (PSOE), en concreto, de la Agrupación Local Murcia Este - Vistalegre. Debido a su profesión de médico en el municipio de Blanca, resultó elegido concejal del Ayuntamiento de Blanca, durante la legislatura de 1987 a 1991, estando en el Grupo Municipal Socialista.
Tras su paso por la política local, fue designado director del Gabinete de la Consejería de Sanidad, de noviembre de 1991 a mayo de 1993 y director general de Salud y Consumo del Gobierno de la Región de Murcia, entre mayo de 1993 y junio de 1995.
Con la salida de su cargo como director general, retornó su profesión de médico en Archena y Ojós durante cuatro años, tras ellos, en 1999 formó parte de la candidatura del Partido Socialista de la Región de Murcia a la Asamblea Regional de Murcia, resultando elegido diputado en la Asamblea Regional de Murcia, en la V legislatura (1999-2003).
Al finalizar la V legislatura en la Asamblea Regional de Murcia, se presenta en la candidatura del PSOE en Murcia. Resultando elegido concejal del Ayuntamiento de Murcia en las elecciones locales de 2003, ejerciendo su labor dentro del Grupo Municipal Socialista en la oposición. En ese mismo periodo es nombrado como Director del Área de Sanidad de la Delegación del Gobierno de la Región de Murcia, con la entrada en el gobierno de la nación del PSOE.

### Delegado del Gobierno en la Región de Murcia
En el 2007 deja todos sus cargos políticos y se dedica a tiempo total a su trabajo como médico del Servicio Murciano de Salud, ya que durante su etapa de concejal en Murcia mantendría su puesto como médico, sin dejar de trabajar. Será ya en mayo de 2008 cuando el consejo de ministros presidido por José Luis Rodríguez Zapatero le proponga como Delegado del Gobierno en la Región de Murcia, su nombramiento se debió principalmente a aumentar la fuerza con la que llegaban los mensajes del gobierno central a Murcia. Este cargo lo ocupará hasta su cese en el mismo en diciembre de 2011, y cargo que será el que le permitirá recorrer todos los municipios de la Región y conocer de primera mano los problemas de los mismos, sobre todo, por las obras del Plan-E.

## Secretario general del PSRM-PSOE
Su etapa como máximo dirigente del PSRM-PSOE comenzó a principios de febrero de 2012 con el anuncio de su intención de presententarse a la Secretaría General del PSOE de la Región de Murcia, todo ello se materializó con la presentación de avales. En total, tres personas consiguieron hacerse con los avales necesarios para poder optar al cargo.
Durante el XIV Congreso Regional su candidatura a la secretaría general del PSRM-PSOE resultó elegida y vencedora con 117 votos, frente a los 112 que obtuvo el alcalde de Beniel, Roberto García y los 81 del diputado regional, Joaquín López Pagán. Con este resultado, el 24 de marzo de 2012 fue proclamado nuevo secretario general del Partido Socialista de la Región de Murcia, sucediendo en el cargo a Pedro Saura.
Durante esta etapa, ha manifestado en varias ocasiones la situación crítica que vive la Región de Murcia con el gobierno regional, además de insistir en numerosas ocasiones que el AVE debe llegar a Murcia soterrado, algo que en la actualidad se viene debatiendo con muchísima insistencia en los círculos políticos, sociales y económicos tanto del municipio como de la comunidad.

### Declaración de bienes
Como secretario general del PSOE de la Región de Murcia y en un ejercicio de transparencia, los bienes de Rafael González Tovar son públicos desde su entrada en el cargo, por este mismo hecho, insistió en varias ocasiones en que la declaración de bienes de todos los políticos murcianos fuera pública, igual como la de los cargos del PSRM.

## Candidato a las primarias del PSRM-PSOE a la Presidencia de la Región de Murcia
El día 22 de febrero de 2014, Rafael González Tovar, presentaba en el IES Licenciado Francisco Cascales su candidatura a las primarias socialistas en la Región de Murcia, las cuales se celebran el 24 de marzo de ese mismo año.
En estas primarias, los socialistas murcianos convocan a todos sus militantes para que decidan quién será el candidato del Partido Socialista de la Región de Murcia a la Presidencia de la Comunidad Autónoma en las Elecciones Municipales y Autonómicas de mayo de 2015.
Rafael González Tovar pudo ser elegido por el Comité Regional o por la Comisión Ejecutiva Regional como precandidato, sin necesidad de presentar el 10% de Avales necesarios que exigen los estatutos socialistas, a pesar de ello, el secretario general del PSRM-PSOE decidió ir agrupación local por agrupación buscando el 10% de avales necesarios para presentar su candidatura a las primarias socialistas.
Bajo el lema "Es el momento de los socialistas" y "#SomosElCambio", Tovar inició su camino hacia las primarias, a las que se enfrenta a Roberto García, Alcalde de Beniel.

## Candidato del PSRM-PSOE a la Presidencia de la Región de Murcia
Tras un proceso de primarias, González Tovar fue investido candidato socialista a la presidencia de la Región de Murcia en las elecciones de mayo de 2015 con el respaldo de más de 60% de los militantes socialistas de la Región de Murcia, frente al otro candidato, el Alcalde de Beniel, Roberto García.